# غزلجة (غويجة بل)
غزلجة (بالفارسية: قزلجه) هي منطقة سكنية تقع في إيران في قسم غويجة بل الریفي. يقدر عدد سكانها بـ 108 نسمة بحسب إحصاء 2016.